# Steve Taylor (auteur)
Pour les articles homonymes, voir Steve Taylor.
Steve Taylor, né en 1967 à Manchester (Royaume Uni), maître de conférences principal et chercheur en psychologie transpersonnelle à l'Université Leeds Beckett de Manchester, a particulièrement étudié l’état d’éveil.

## Biographie
Steve Taylor est né en 1967 à Manchester (Royaume Uni).  Il évoque sa vie jusqu’à ses trente ans dans ses livres S’éveiller  et Le saut quantique et donne ainsi des éléments qui précisent la genèse de sa démarche.
En 2013, Steve Taylor a obtenu un doctorat en psychologie à l'Université de Liverpool John Moores. Il est ensuite devenu maître de conférences principal en psychologie à l’Université Leeds Beckett (en), à Manchester.
Il a écrit une douzaine de livres, traduits dans plusieurs langues et est l'auteur d'articles publiés dans The Psychologist (en), The Journal of Humanistic Psychology, le  Journal of Transpersonal Psychology (en).
Il a été président de la Transpersonal Psychology Section de la British Psychological Society.

## Travaux

### Clarifier ce qu’est l’état d’éveil
Dans son livre sur l’éveil (p 252-253, 352), José Le Roy dit qu’il a été très intéressé par les travaux de S. Taylor sur ce sujet : en particulier sa thèse, mais surtout son ouvrage The Leap, traduit en français en 2019 (Le saut quantique – Psychologie de l’éveil spirituel) où une synthèse des travaux antérieurs est réalisée.
S. Taylor, n'adhérant à aucune tradition, a cherché à clarifier ce qu’est « exactement l’état d’éveil », à sortir l’état d’éveil du mythe dans lequel il a été placé et qui perturbe trop souvent (par blocages, confusion,…) les personnes qui cheminent dans une recherche et celles qui ont eu un éveil soudain sans y avoir été préparées (soit la plupart de ces éveils). Pour cela, Steve Taylor s’appuie sur les réalités psychologiques de l’éveil telles qu’elles ressortent des enquêtes qu’il a réalisées ainsi que de sa propre expérience, et aussi sur une synthèse des visions de l’éveil dans les principales traditions spirituelles du monde : « je me suis efforcé de révéler ces vérités en sortant l’état d’éveil du contexte des traditions spirituelles et en examinant le paysage psychologique [relatif au mental] ou ontologique [relatif à l'être] antérieur à ces interprétations. ». Une approche très large et qui a pu être critiquée, en particulier parce qu'elle s'appuie sur sa propre expérience.

### Précisions sur les termes employés
Dans une critique du livre S'éveiller : Pourquoi les expériences d'éveil surviennent-elles et comment les rendre permanentes ?, Susie Herrick indique que, pour l’auteur, notre conscience habituelle est comme dans une sorte de sommeil — appelé « état de léthargie » dans Le Saut quantique — et qu’il est possible de sortir de cet état pour accéder à des « états supérieurs de conscience » qui sont appelés « expériences d’éveil ». Ces expériences peuvent être plus ou moins intenses. Si elles durent de quelques instants à quelques jours, il s'agit d'éveils temporaires, appelés par ailleurs « aperçus de l’éveil ». Quand cette expérience d’éveil devient continue, l’auteur parle d’« éveil permanent », étant entendu aussi que cet éveil s’approfondit avec le temps. Les expériences d’éveil apparaissent non seulement de façon spontanée (« éveil soudain »), mais aussi comme conséquences de pratiques sur le long terme (« éveil graduel »).

### L’éveil n’est pas rare
Pour réaliser ses enquêtes, Steve Taylor a eu besoin de trouver des personnes éveillées et il a été étonné d'en trouver aussi facilement. Il ne donne cependant pas d'indication sur la proportion des personnes éveillées dans la population. Il indique, par ailleurs, que la plupart des gens éveillés sont des gens ordinaires qui, souvent, n’ont pas suivi de pratiques ou d’enseignements, spirituels ou religieux : sans références, ces personnes ne comprennent alors pas ce qui leur arrive et peuvent être sérieusement perturbées avant, le plus souvent, de trouver des repères du côté des enseignements spirituels,.

### De l’état de léthargie à l’état d’éveil
Comme il s’est appuyé sur les témoignages de personnes, Steve Taylor a dû mettre au point une méthode rigoureuse qui lui permet de déterminer si une personne est éveillée ou non. Le questionnaire comporte des questions qui caractérisent l‘éveil ou l’inverse, fournissant ainsi une description sur la manière sont les deux états sont vécus.
Ainsi les questions 13-16-19-23-28 illustrent l’état habituel des personnes (« état de léthargie ») dans lequel un Moi égotique fort utilise l’essentiel de leur énergie et les maintient dans un état limité de conscience, générant une souffrance psychologique avec de l’inquiétude au sujet du futur, des émotions négatives par rapport au passé et une impression générale de malaise. Les perceptions sont restreintes et le sens identitaire s'est développé, générant un regard égocentrique et des besoins d'accumulation ainsi qu'une identification à des groupes (football, religion, idéologie, clan),. Cet état de léthargie a gagné la très grande majorité des humains depuis quelque 6 000 ans.
L’éveil correspond à la transformation du Moi égotique en un nouveau Moi, tellement plus effacé qu'il peut laisser penser qu’il n’existe plus. Les éveillés « n’ont pas l’impression d’être devenus personne, mais plutôt d’être devenus quelqu’un d’autre ». Ce nouveau Moi est d'ailleurs nécessaire car, sauf à s’effondrer (et risquer une psychose), la personne doit disposer d’un « système personnel », d’un Moi . Ainsi, l’éveil présuppose deux processus, pas complètement liés : la disparition du Moi égotique et la construction d’un nouveau Moi. Il y a une progression à partir d'« états de léthargie » marqués jusqu’aux stades avancés de l’éveil, sans démarcation précise entre léthargie et éveil .

### Les conditions dans lesquelles se produit l'éveil
Les enquêtes de Steve Taylor montrent que l’état d’éveil se manifeste le plus fréquemment de manière soudaine et radicale, mais aussi de façon graduelle et, plus rarement, de façon naturelle.
L’éveil soudain (inattendu) a lieu, le plus souvent, après un fort bouleversement psychologique, en particulier dans des cas dits de  croissance post-traumatique : après avoir côtoyé la mort durant un deuil, après une maladie, un accident ou une  expérience de mort imminente,, . D’autres éveils soudains, assez fréquents, sont provoqués par une « explosion » d’énergie dans le corps, souvent à la suite d'un stress intense : ce sont les éveils énergétiques qui sont appelés, dans les traditions du yoga et du tantra éveils de la kundalini),. L’éveil soudain n’est cependant pas systématiquement établi après ces bouleversements, il est nécessaire d’accepter ces importants bouleversements, l’acceptation (accueil des réalités dérangeantes) ayant le pouvoir de transformer les tourments. Et il faut aussi être « prêt », au niveau psychologique, pour cette transformation du Moi égotique en un nouveau Moi.
Quant à l’éveil graduel, il se produit par affaiblissement et transformation progressive du Moi sur une longue période (des années, voire des décennies), grâce à des pratiques adaptées (méditation, …; voir ci-après), ou encore à la suite d'un échec, une maladie, une addiction,…et même grâce à des modes de vie, hors de tout cheminement et qui s'avèrent des pratiques involontaires.
Enfin, l’éveil peut apparaître naturellement, c'est alors la nature normale de la personne. Alors, l'état d'éveil se vit plus ou moins facilement, car la personne ne comprend pas qu'elle soit si différente des autres.

### Ce qu’est réellement l’état d'éveil
Steve Taylor, après avoir précisé ce qu’est l’état d’éveil,, a mis au point un questionnaire qui permet de déterminer dans quelle mesure une personne est éveillées ou pas, : il peut alors conclure que l’éveil est bien d'un état psychologique en soi, même s’il s’incarne dans de nombreuses variantes,.
B. Les Lancaster précise que Steve Taylor a fait apparaître  « quatre caractéristiques majeures de l'état, à savoir : « sens accru de connexion », « perception intensifiée », « une concentration accrue sur le présent » et « bien-être amélioré » ». Des caractéristiques secondaires s’y ajoutent : moins de matérialisme, plus d’altruisme, peu d’agitation mentale (clarté d’esprit), une peur de la mort réduite, ainsi qu’un lâcher-prise vis-à-vis de l’action,,,. Concernant l’action, Steve Taylor indique : « Ils n’ont pas à faire d’efforts, mais simplement à laisser l’action se faire à travers eux. », et précise que cela les amène souvent à s’engager avec détermination, par exemple dans l’art, les causes humanitaires ou écologiques, la spiritualité,…,. Les relations avec les gens changent, devenant en partie plus faciles car l’écoute est plus authentique, et en partie aussi plus problématiques car la façon d’être a beaucoup changé (par exemple plus de recherche d’identification au groupe) et les autres ne comprennent pas,.
L’état d’éveil apparaît aux gens éveillés comme naturel, familier et l’état de léthargie apparaît alors comme anormal, non-naturel : ainsi, avec l’éveil il y a une sensation de retour au bercail, là où nous devrions être. Le monde reste bien réel, ainsi que le Moi, le corps. Globalement, il en résulte un plus grand bien-être, le tout étant vécu avec une intensité qui peut être de faible à élevée,.
Cependant, des traits négatifs de personnalité ont pu être conservés (les éveillés ne sont pas parfaits !). Par ailleurs, juste après un éveil soudain et inattendu, des problèmes psychologiques ou des difficultés physiques peuvent apparaître (l’auteur reprend l’expression « urgences spirituelles ») qui peuvent nécessiter  parfois plusieurs années pour les dépasser (intégration). Les problèmes psychologiques — par exemple confusion, jusqu’à se croire fou — sont dus au fait que les attaches psychologiques (croyances, ambitions, dépendances, ….) se transforment profondément ou s’effondrent. Tandis que les difficultés physiques — insomnies, épuisement, douleurs sans cause,… — découlent d'une perturbation de l’homéostasie. Sans compréhension, un éveil peut être rejeté, refoulé. Alors, en cas de difficultés, Steve Taylor conseille en particulier de réduire ses activités, de prendre du temps pour intégrer sa transformation, de « trouver du soutien auprès de gens compréhensifs et bienveillants, d’attendre avant d’entamer une thérapie, de rester dans le quotidien,... ». Des avertissements qui, malgré tout, ont pu être considérés comme insuffisants sur les inconvénients et défis de l'éveil.

### Pratiques
Les pratiques (qui vont jusqu'aux modes de vie) s'adressent aux démarches d’éveil graduel, ainsi qu'à l'intégration et au développement des éveils soudains et naturels,. Sans rejeter les traditions, l'auteur indique qu'il n'est pas nécessaire « de s'en remettre à une philosophie particulière ni d'accepter des croyances particulières. Il suffit de se concentrer sur les pratiques de transformation comme telles ».
Comme il reste cependant possible de s'égarer (s'illusionner, conforter son ego, se contraindre et viser un but), les pratiques de base favoriseront donc la dissolution du Moi égotique et la constitution d’un nouveau Moi. Il y a, en tout premier lieu la méditation (pouvant amener des expériences d'éveil mais surtout des effets de long terme, moyennant une pratique suffisante) ou l’attention vigilante (« pleine conscience ») durant la vie quotidienne, le service à autrui, le renoncement à ses attaches (ou dépendances) psychologiques, le yoga et le qi gong. Il y a lieu de considérer toute pratique qui nous libère de nos pensées égotiques et de notre identification à elles, nous connecte aux autres, à la nature, au monde ainsi que s'habituer à l'idée de la mort, cultiver la tranquillité, la simplicité et l’inactivité,. Pour ce qui concerne les pratiques bousculant l’homéostasie (l’équilibre physiologique) — comme s’infliger des douleurs, jeûner, se priver de sommeil, recourir aux psychotropes, … —, Steve Taylor, contrairement aux pratiques précédentes, n'a pas constaté d’effets cumulatifs positifs, alors que les effets négatifs de ces dernières pratiques sont sérieux et connus.
Un nouveau Moi est donc à mettre en place et, plus largement, ce que Steve Taylor appelle un nouveau système personnel (ou mental, esprit), « tout ce qui crée et constitue ce que nous pensons être » : souvenirs, concentration et facultés intellectuelles,… « Certains éveilleurs de conscience constatent qu’ils doivent effectivement réapprendre à penser et fonctionner mentalement ». Un témoin indique qu’ « il a eu beaucoup de problèmes avec la mémoire à court terme et la mémoire à long terme, avec le travail et les tâches banales, et avec la communication ». Ces personnes doivent, en particulier, « élaborer un cadre de référence conceptuel pour donner un sens à leur état d’éveil » (enseignements et mêmes les lectures, compris la poésie, fournissent une compréhension, arrivant même parfois à communiquer l’éveil).
Pour Steve Taylor, la démarche vers l’éveil est portée par une pulsion profonde et forte de la vie vers plus de complexité et de conscience qu'il vaut mieux laisser s'exprimer, mais sans chercher à compenser un manque. La pratique des voies de l'éveil constitue la seule solution aux crises mondiales actuelles.

### Une «science spirituelle» pour comprendre le monde et son évolution
Dans sa critique du livre Spiritual Science : Why Science Needs Spirituality to Make Sense of the World, Michael Grosso indique que Steve Taylor propose d'associer science et spiritualité, plutôt que de les opposer, et de passer à une forme de science plus complète qu’il appelle « science spirituelle ». Cela permettrait de mieux comprendre le monde (à commencer par la conscience humaine) et d'amener les humains à une attitude plus respectueuse envers la nature, en allant au-delà des interprétations scientifiques ou religieuses qui ont amené à « notre époque de catastrophe climatique imminente, de ventes d'armes épidémiques et d'inégalité sans précédent entre les riches détenteurs du pouvoir et tout le monde sur Terre ». Michael Grosso cite Steve Taylor (Science et spiritualité, introduction) qui affirme que l’idée principale de « [mon] approche spirituelle est très simple : l'essence de la réalité (qui est aussi l'essence de notre être) est une qualité que l'on pourrait appeler esprit, ou conscience ». Steve Taylor poursuit  en indiquant qu’en conséquence nous ne sommes pas séparés, et que le monde (cosmos) est vivant, imprégné d’énergie spirituelle qu’il nomme l’esprit-force (« spirit-force ») — une énergie qui conduit l’évolution de la vie et peut-être même l’évolution de tout l’univers.
Cette vision — non-darwinienne — est proche du panpsychisme  et permettrait de comprendre des phénomènes difficiles à expliquer autrement (par exemple : expériences de mort imminente, expériences d’éveil très intenses avec sentiment d’union élargie au monde). Steve Taylor parle de « panspiritisme » (ou de « pérennialisme doux »), une approche dont les principes sont une conscience allant d'une part vers une complexité croissante, pouvant façonner nos corps ou s'en séparer lors de la mort, et qui d'autre part est ouverte à la communauté des êtres. Pour Steve Taylor, nos vies ont un but qui est l’évolution de soi (« self-evolution »), dans le sens de l’évolution elle-même et il s’agit de : « devenir capable de percevoir la vivacité et le caractère sacré du monde qui nous entoure, afin que nous puissions expérimenter notre connexion avec la nature et les autres êtres vivants ». Michael Grosso conclut : « Une conscience humaine plus pleinement évoluée est nécessaire à ce stade de l'histoire où la fin de la vie civilisée n'est pas seulement une possibilité abstraite mais une probabilité imminente ».

## Réception
Les travaux de S. Taylor ont amené des critiques souvent positives au sujet de ses travaux sur « la chute », ainsi que des résultats de ses enquêtes sur l’éveil,,,,. Quant au livre Le saut quantique, Eckhart Tolle en a rédigé l’avant-propos, et, pour José Le Roy, ce livre « est probablement la meilleure étude jamais écrite  » sur le thème de l'éveil.
Les approches de S. Taylor concernant le « pérennialisme doux » (qui, sur la base de ses travaux d’enquête, reconnait une structure commune entre les expériences d’éveil dans et hors des traditions, à travers le monde) ont amené ce qui a été appelé le « débat Taylor-Hartelius »,,. En toile de fond apparaissent les approches scientifiques divergentes dans la psychologie transpersonnelle  (et plus largement dans la psychologie). Suivant Hartélius : « Les affirmations de Taylor selon lesquelles son schéma métaphysique est au moins en partie fondé sur des preuves semblent provenir d'une vision trop philosophique de la science et d'une mauvaise compréhension de la nature des preuves scientifiques valides. En tant que tel, le pérennialisme doux n'est pas une théorie psychologique, mais fonctionne plutôt comme une vision spirituelle New Age. »

## Publications

### Livres de Steve Taylor traduits en français
- Science et spiritualité [« Spiritual science »]  (trad. José Le Roy), Paris, Almora, 2021 (ISBN 978-2-35118-484-4)
- Le saut quantique : psychologie de l'éveil spirituel [« The leap »]  (trad. Annie J. Ollivier, préf. Eckhart Tolle), Varennes (Québec, Canada), ADA éditions, 2019 (ISBN 978-2-89803-082-6).
- Atteindre la sérénité : réflexions et méditations pour un éveil spirituel [« The calm center »]  (trad. Dominique Chichera-Mangione), Varennes (Québec, Canada), ADA éditions, 2016 (ISBN 978-2-89767-329-1).
- La chute : la folie de l'ego dans l'histoire humaine et l'avènement de la nouvelle conscience [« The fall »]  (trad. Charles Baulu), Varennes (Québec, Canada), ADA éditions, 2013 (ISBN 978-2-89733-427-7).
- Émerger de l'ombre : de l'épreuve à la transformation [« Out of the darkness »]  (trad. Sylvie Fortier), Québec (Québec, Canada), Le Dauphin blanc, 2012 (ISBN 978-2-89436-348-5).
- S'éveiller : Pourquoi les expériences d'éveil surviennent-elles et comment les rendre permanentes ? [« Waking from sleep »]  (trad. Denis Bernier), Québec (Québec, Canada), Le Dauphin blanc, 2011 (ISBN 978-2-89436-296-9).

### CD Audio de Steve Taylor traduits en français
- La chute : la folie de l'ego dans l'histoire humaine et l'avènement de la nouvelle conscience [« The fall »] (narration Louis Gagnon ; musique : Louis Lachance), Varennes (Québec, Canada), ADA éditions, 2014, CD Audio MP3  (ISBN 978-2-89736-015-3)
- Atteindre la sérénité : réflexions et méditations pour un éveil spirituel [«The calm center »] (trad. Dominique Chichera ; narration René Gagnon), Varennes (Québec, Canada), ADA éditions, 2017, CD Audio MP3  (ISBN 978-2-89736-215-7)

### Livres de Steve Taylor publiés en anglais
- Extraordinary Awakenings: When Trauma Leads to Transformation, Novato (Californie, USA), New World Library, 2021
- The Clear Light : Spiritual Reflections and Meditations, An Eckhart Tolle Edition (New World Library), 2020
- Spiritual Science : Why Science Needs Spirituality to Make Sense of the World, London (UK), Watkins Publishing, 2018.
- The Leap : The Psychology of Spiritual Awakening, An Eckhart Tolle Edition (New World Library), 2017.
- The Calm Center : Reflections and Meditations for Spiritual Awakening, An Eckhart Tolle Edition (New World Library), 2015
- A phenomenological investigation into the psychological transformation interpreted as 'Spiritual Awakening' : possible causes, characteristics, and after-effects (thesis), Liverpool John Moores University, 2013 (lire en ligne).
- The Meaning : Poetic and Spiritual Reflections, Ropley (Royaume-Uni), O Books ed., 2013
- Back to Sanity : Healing the Madness of our Minds, Londres (Royaume-Uni), Hay House ed., 2012
- Out of the Darkness : From Turmoil to Transformation, Londres (Royaume-Uni), Hay House ed., 2011
- Waking From Sleep : Why Awakening Experiences Occur and How to Make them Permanent, London (Royaume-Uni), Hay House ed., 2010
- Making Time : Why Time Seems to Pass at Different Speeds and How to Control it, Ropley (Royaume-Uni), O Books ed., 2007
- The Fall : The Insanity of the Ego in Human History and the Dawning of a New Era, Royaume-Uni, Iff Books; 2nd ed. edition (29 Jun. 2018)
- Out of Time, Nottingham (Royaume-Uni), Pauper's Press ed., 2003

#### En tant qu'éditeur
- Not I, Not Other Than I : The Life and Teachings of Russel Williams, Ropley (UK), O Books ed., 2005

#### Articles
- « Comment empêcher les psychopathes et les narcissiques d’accéder aux postes de pouvoir ? », sur The Conversation  L’expertise universitaire, l’exigence journalistique, 2021 (consulté le 3 août 2021)
- S.Taylor, « La signification de l'éveil spirituel », Etre plus,‎ octobre 2020 (lire en ligne)
- Steve Taylor, « Peut-on sortir renforcé(e) d’un trauma ? », Cerveau & Psycho n° 126,‎ 2020
- (en) Steve Taylor, « Transformation Through Loss and Grief : A Study of Personal Transformation Following Bereavement », The Humanistic Psychologist,‎ 2020 (lire en ligne, consulté le 2 août 2021)
- (en) Steve Taylor, « Beyond Neo-Darwinism An Alternative View of Evolution  », Paradigm Explorer, no 130,‎ 2019 (lire en ligne, consulté le 2 août 2021)
- (en) Steve Taylor, « An Awakening: Have Awakening Experiences been Neglected by Psychology? », The Psychologist, no 31,‎ 2018, p. 42-47 (lire en ligne, consulté le 2 août 2021)
- (en) Steve Taylor, « Exploring Awakening Experiences: A study of awakening experiences in terms of their triggers, characteristics, duration, and after effects. », The Journal of Transpersonal Psychology, Vol. 49, N° 1.,‎ 2017 (lire en ligne, consulté le 2 août 2021)
- (en) Steve Taylor, « Spontaneous Awakening Experiences: Beyond Religion and Spiritual Practice », The Journal of Transpersonal Psychology, vol. 44, no 1,‎ 2012, p. 73-91 (lire en ligne, consulté le 14 juin 2021).
- (en) Steve Taylor, « Transformation Through Suffering: A Study of Individuals Who Have Experienced Positive Psychological Transformation Following Periods of Intense Turmoil », The Journal of Humanistic Psychology, vol. 52, no 1,‎ 2012, p. 30-52 (lire en ligne, consulté le 14 juin 2021).
- (en) Steve Taylor, « The Sources of Higher States of Consciousness », The International Journal of Transpersonal Studies, vol. 24,‎ 2005, p. 48-60 (lire en ligne, consulté le 18 juin 2021).